# Гладкий, Дмитрий Спиридонович
Дми́трий Спиридо́нович Гла́дкий (19 октября 1911, Мартоноша, Херсонская губерния — 27 октября 1959, Кишинёв) — молдавский советский партийный и государственный деятель, первый секретарь ЦК КП Молдавской ССР (1952—1954).

## Биография
Член ВКП(б) с 1940 г. В 1950 г. окончил Высшую партийную школу при ЦК ВКП(б).
Участник Великой Отечественной войны.
- 1947 г. — инструктор Кишинёвского городского комитета КП(б) Молдавии,
- 1947 г. — второй секретарь Лапушнянского районного комитета КП(б) Молдавии,
- 1947 г. — первый секретарь Страшенского районного комитета КП(б) Молдавии,
- 1950—1951 гг. — первый секретарь Каларашского районного комитета КП(б) Молдавии,
- февраль-сентябрь 1951 г. — заведующий отделом партийных, профсоюзных и комсомольских органов ЦК КП(б) Молдавии,
- 1951—1952 гг. — секретарь,
- сентябрь- октябрь 1952 г. — второй секретарь ЦК КП(б) — КП Молдавской ССР,
- 1952—1954 гг. — первый секретарь ЦК КП Молдавской ССР,
- 1954—1959 гг. — второй секретарь ЦК КП Молдавской ССР.

С октября 1959 г. — председатель Молдавского республиканского Совета профсоюзов.
Депутат Верховного Совета СССР 4-5 созывов.

## Награды и звания
Награждён орденами Ленина и орденом Отечественной Войны II-й степени.